# Liste der korporierten Reichstagsabgeordneten (Weimarer Republik)
Die Liste der korporierten Reichstagsabgeordneten zur Zeit der Weimarer Republik verzeichnet die Korporierten im Reichstag zur Zeit der Weimarer Republik (1919–1933). Zur Zeit des Nationalsozialismus siehe: Liste der korporierten Reichstagsabgeordneten (1933–1945).

## Liste
Korporationsverbände ohne Abgeordnete sind nicht aufgeführt.

### Burschenschafter
Emil Berndt • Friedrich von Braun • Rudolf Breitscheid • Eduard David • Hermann Dietrich • Otto Fischbeck • Adolf Geck • Georg Heim • Heinrich Himmler • Hans Hinkel • Hermann Höpker-Aschoff • Otto Hugo • Adolf Korell • Siegmund Kunisch • Wilhelm Laverrenz • Karl Lohmann • Oskar Maretzky • Ernst Martin • Hans Nieland • Friedrich Wilhelm Nolte • Christian Roth • Albert Schmidt • Georg Schultz • Gustav Stresemann • Georg Usadel • Erich Wienbeck • Georg Zülch.

### CCer

#### Landsmannschafter
Johann Becker • Fritz Kleiner • Hermann Pachnicke • Johannes Rupp • Ernst Siehr.

#### Turnerschafter
Walter Goetz • Fritz Kleiner.

### Corpsstudenten

#### Kösener
Dirk Agena • Helmuth Albrecht • Joseph Borchmeyer • Otto von Brentano di Tremezzo • Helmuth Brückner • Robert Bürgers • Hermann Dietrich • Hans Ellenbeck • Botho-Wendt zu Eulenburg • Gottfried Feder • Hermann Fischer • Hans von Goldacker • Georg Gottheiner • Karl Haedenkamp • August Hampe • Robert Hampe • Johann Jacob Haßlacher • Karl Hepp • Paul Hocheisen • Curt Hoff • Paul Hensel • Adolf Hueck • Wilhelm Ferdinand Kalle • Siegfried von Kardorff • Adolf Kempkes • Hermann Klingspor • Moritz Klönne • Jürgen von dem Knesebeck • Kurt von Lersner • Richard Leutheußer • Paul Moldenhauer • Johannes Muntau • Carl Wilhelm Petersen • Reinhold Quaatz • Franz Pfeffer von Salomon • August Wilhelm von Preußen • Carl Friedrich von Pückler-Burghauss • Werner Rhode • Alfred Rosenberg • Anton Schifferer • Carl Christian Schmid • Heinrich Schnee • Ernst Scholz • Friedrich Wilhelm Semmler • Georg Sparrer • Thilo von Trotha • Albrecht Wendhausen • Albert Zapf • Friedrich Karl von Zitzewitz-Muttrin.

#### Weinheimer
Anton Fehr • Wilhelm Keppler • Franz Seldte.

### DWVer
Joseph Wirth.

### Katholische Verbände

#### RKDB
Ludwig Kaas • Paul Lejeune-Jung.

#### CVer
Johannes Bell • Konrad Beyerle • Fritz Bockius • Eugen Bolz • Heinrich Brauns • Heinrich Brüning • Eduard Burlage • August Crone-Münzebrock • Oskar Farny • Constantin Fehrenbach • Ernst Föhr • Paul Gibbert • Hans Herschel • Franz Hitze • Anton Höfle • Michael Horlacher • Florian Klöckner • Heinrich Köhler • Josef Nacken •  Hugo Neumann • Heinrich van de Sandt • Carl Ulitzka • Heinrich Vockel.

#### KVer
Heinrich Brüning • Erich Emminger • Wilhelm Fonk • Georg Heim • Andreas Hermes • Franz Hitze • Hubert Hönnekes • Rudolf ten Hompel • Joseph Joos • Florian Klöckner • Clemens Lammers • Julius Leber • Johann Leicht • Wilhelm Marx • Wilhelm Maxen • Franz von Papen • Maximilian Pfeiffer • Rudolf Schetter • Karl-Anton Schulte • Martin Spahn • Peter Spahn • Eduard Stadtler • Karl Trimborn • Max Wallraf.

#### UVer
Bernhard Deermann • Joseph Goebbels (war bereits nach dem Ersten Weltkrieg ausgetreten) • Joseph Joos • Franz Hitze • Heinrich Köhler • Heinrich Krone.

### Paritätische/jüdische Verbände

#### BC
Ernst Lemmer.

#### KC
Ludwig Marum • Ludwig Haas.

### Sängerschafter
Paul Bang • Georg Bellmann • Bruno Doehring • Wilhelm Külz • Robert Ley • Johannes Rammelt.

### Schwarzburger
Ernst Reuter.

### Sondershäuser
Wilhelm Frick • Otto Geßler • Eduard Hamm • Hans von Lex • Max Prütz.

### VDSter
Ludwig Bergsträsser • Karl Böhme • Wilhelm Heile • Rudolf Heinze • Otto Hoetzsch • Wilhelm Kube •
Otto Most • Reinhard Mumm • Paul Schröder • Georg Schultz • Kuno von Westarp.

### Wingolf
Wilhelm Kahl • Christian Mergenthaler • Hermann Strathmann • Hermann Teutsch.